# Естественнонаучный институт Пермского государственного университета
Есте́ственнонаучный институ́т Пе́рмского госуда́рственного национа́льного университе́та (ЕНИ ПГНИУ, ЕНИ, создан 28 ноября 1921) — один из старейших на Урале и в России научно-исследовательских институтов. Четвёртый научный институт, созданный после 1917 года среди институтов биологического направления. Директором ЕНИ ПГНИУ является Е. А. Хайрулина.
В разное время в институте продуктивно работали такие известные пермские и российские учёные как А. А. Заварзин, С. Ф. Вериго, В. К. Шмидт, П. А. Генкель, В. Н. Беклемишев, Е. С. Данини, Д. Е. Харитонов, А. И. Оборин, Д. М. Федотов, В. Ф. Усть-Качкинцев, В. В. Кузнецов, И. И. Лапкин, В. Э. Колла, А. С. Шкляев, Б. М. Осовецкий, Ю. М. Матарзин, С. А. Двинских и др. Они были основателями научных школ, направлений, обществ, причём не только в рамках ЕНИ или Пермского университета, но и пермского медицинского, сельскохозяйственного, педагогического, Троицкого ветеринарного, Березниковского химико-технологического и др. институтов и вузов.
В период расформирования Пермского университета (1930) БиоНИИ способствовал сохранению и консолидации кадров и структур университета и, как следствие, его постепенному возрождению.
Основными направлениями деятельности института по сей день остаются биологическое, почвенно-ботаническое, гидробиологическое, геологическое и природоохранное. Его деятельность имеет большое научное и практическое значение.

## История

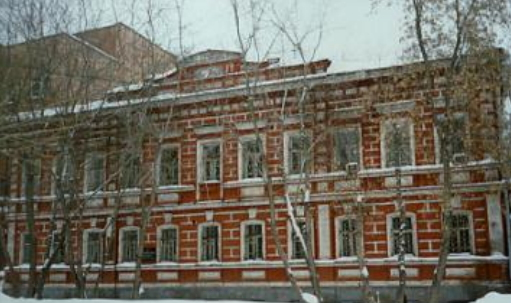
Один из корпусов ЕНИ

Биологический научно-исследовательский институт был создан 28 ноября 1921 года постановлением Государственного Учёного совета Народного комиссариата просвещения РСФСР.
С 1922 года издаётся периодический научный сборник трудов его учёных «Известия биологического научно-исследовательского института и биологической станции при Пермском государственном университете», позже стал издаваться ещё один сборник — «Труды биологического научно-исследовательского института и биологической станции при Пермском государственном университете»
С 1934 года, после создания в ПГУ кафедры динамической геологии (с 1944 г. — динамической геологии и гидрогеологии), были начаты работы по изучению карста.
С 1934 года проводятся первые анализы воды озёр из Кунгурской пещеры.
На период Великой Отечественной войны институт приостановил свою работу. С 1 июля 1945 года был восстановлен и переименован в Естественнонаучный институт при Пермском государственном университете.
В 1946 году ЕНИ на базе заповедника «Приуралье» создана карстово-спелеологическая станция (годы работы: 1946—1952), где были развёрнуты исследования карста. В 1948 году на базе Кунгурской ледяной пещеры создан стационар. В 1963 году благодаря усилиям Г. А. Максимовича на пленуме Карстовой комиссии АН СССР принято решение о необходимости срочного заповедания Кунгурской пещеры.
В 1950-е годы были начаты исследования карста водохранилищ Камского каскада. Итоги исследований были отражены в статьях, монографиях, учебных пособиях, кандидатских (В. Н. Катаев, А. В. Маклашин, Н. Г. Максимович, А. И. Печеркин, и др.) докторские (И. А. Печёркин, В. Н. Катаев, А. И. Печёркин) диссертациях. В 1989 году в ЕНИ создана лаборатория геологии техногенных процессов (зав. Н. Г. Максимович). В 1995 году под руководством Н. Г. Максимовича выполнялись работы по оценке карстоопасности Пермской области.

## Руководители
- Заварзин, Алексей Алексеевич (1921—1922)
- Вериго, Бронислав Фортунатович (1922—1923)
- Шмидт, Виктор Карлович (1923—1931)
- Стойчев, Степан Антонович (1931—1932)
- Алексеев Артемий Иванович (1932—1935)
- Генкель, Павел Александрович (1935—1939)
- Харитонов, Дмитрий Евстратьевич (1939—1941)
- перерыв в работе ЕНИ (1941—1945)
- Харитонов, Дмитрий Евстратьевич (1945—1948)
- Усть-Качкинцев, Виктор Фёдорович (1948—1950)
- Оборин, Антон Иванович (1950—1957)
- Кузнецов, Виктор Васильевич (1957—1962)
- Колла, Виктор Эдуардович (1962—1967)
- Богословский, Николай Васильевич (1967—1977)
- Кудряшов, Станислав Фёдорович (1977—1992)
- Бегишев, Валерий Павлович (1992—2007)
- Наумов, Владимир Александрович (2007—2020)[12][13]
- Хайрулина, Елена Александровна (2021 — по наст. вр.)

## Структура
В структуру входят четыре отдела, объединяющие 20 лабораторий.
- отдел охраны природы
- отдел химии
- отдел радиоэкологии
- отдел геологии

## Издания
- Горбунова К. А., Максимович Н. Г., Андрейчук В. Н. Техногенное воздействие на геологическую среду Пермской области. — Пермь, 1990. — 44 с.
- Горбунова К. А., Максимович Н. Г. В мире карста и пещер. — Пермь: Изд-во ТГУ, 1991. — 120 с.
- Горбунова К. А., Андрейчук В. Н., Костарев В. П., Максимович Н. Г. Карст и Пещеры Пермской области. — Пермь, 1992. — 200 с.
- Ворончихина Е. А., Двинских С. А., Демидюк В. В., Зиновьев Е. А., Каменщикова В. И., Максимович Н. Г., Ощепкова А. З., Столбов В. А., Шенфельд Б. Е., Шепель А. И., Шкляева Л. С., Шкляев В. А. Экологическая ситуация в Щучанском районе Курганской области. Экологическое нормирование качества среды обитания. — Москва; Курган: Изд-во Курган. Информ.-аналит. Центра по работе с населением по пробл. уничтожения химического оружия, 1999. — 60 с/
- Быков В. Н., Максимович Н. Г., Казакевич С. В., Блинов С. М. Природные ресурсы и охрана окружающей среды: учеб. пособие. — Пермь: Перм. Ун-т, 2001. —108 с.
- Максимович Е. Г., Максимович Н. Г. Геолог — карстовед К. А. Горбунова. — Пермь: Курсив, 2002. — 240 с.
- Ворончихина Е. А., Ларионова (Хайрулина) Е. А. Основы ландшафтной хемоэкологии. — Пермь, 2002. — 146 с.
- Максимович Е. Г., Максимович Н. Г., Катаев В. Н. Георгий Алексеевич Максимович. — Пермь: Курсив, 2004. — 512 с.
- Дублянский В. Н., Кадебская О. И., Лавров И. А., Лаврова Н. В., Пятунин М. С., Кадебский Ю. В., Никифорова И. А., Худеньких К. О., Дублянская Г. Н., Катаев В. Н., Молоштанова Н. Е., Паньков Н. Н., Шувалов В. М., Максимович Н. Г., Назарова У. В., Мавлюдов Б. Р. Кунгурская ледяная пещера: опыт режимных наблюдений / Под ред. В. Н. Дублянского. — Екатеринбург: УрО РАН, 2005. — 376 с.
- Суслонов В. М., Максимович Н. Г., Иванов В. Н., Шкляев В. А. Воздействие на окружающую среду кратковременных выбросов большой мощности: учеб. пособие. — Пермь: Перм. ун-т, 2005. — 126 с.
- Максимович Н. Г., Максимович Е. Г., Лавров И. А. Ординская пещера: Длиннейшая подводная пещера России. — Пермь, 2006. — 63 с.
- Максимович Н. Г. Безопасность плотин на растворимых породах (на примере Камской ГЭС). Избранные труды. — Пермь: ООО ПС Гармония, 2006. — 212 с.
- Пугин К. Г., Вайсман Я. И., Юшков Б. С., Максимович Н. Г. Снижение экологической нагрузки при обращении со шлаками чёрной металлургии / Перм. гос. техн. ун-т. — Пермь, 2008. — 315 с.
- Максимович Н. Г., Хайрулина Е. А. Геохимические барьеры и охрана окружающей среды. — Пермь: Изд-во ПГУ, 2011. — 248 с.
- Двинских С. А., Максимович Н. Г., Малеев К. И., Ларченко О. В. Экология лесопарковой зоны города. — СПб.: Наука, 2011. — 154 с.
- Максимович Н. Г., Пьянков С. В. Малые водохранилища: экология и безопасность. Пермь: Раритет — Пермь, 2012. 256 с.
- Чибилев А. А., Большаков В. Н., Дегтева С. В., Павлейчик В. М, Богданов В. Д., Жигальский О. А., Кадебская О. И., Кузнецова И. А, Лагунов А. В., Снитько В. П., Бахарев П. Н., Быховец Н. М., Валуйских О. Е., Долгин М. М., Дулин М. В., Железнова Г. В., Загирова С. В., Захаров А. В, Захаров В. Д., Ильиных С. И., Кириллова И. А., Колесникова А. А., Королев А. Н, Королев Ю. А., Корытин Н. С., Косолапов Д. А., Кочанов С. К., Кулакова О. И., Кулюгина Е. Е., Максимович Н. Г., Минеев Ю. Н., Морозова Л. М., Наумкин Д. В., Патова Е. Н., Петров А. Н., Погодин Н. Л., Полетаева И. И., Пономарев В. И., Пыстина Т. Н., Самарина И. А., Селиванова Н. П., Семенова Н. А., Смагин А. И., Татаринов А. Г., Тетерюк Б. Ю., Тетерюк Л. В., Улле З. Г., Шакиров А. В. Природное наследие Урала. Разработка концепции регионального атласа. — Екатеринбург: РИО УрО РАН, 2012. — 480 с.
- Бузмаков С. А., Воронов Г. А., Ефимик В. Е., Зайцева Н. В., Зиновьев Е. А., Максимович Н. Г. и др. Атлас Пермского края. — Пермь: Перм. гос. нац. исслед. ун-т, 2012. — 124 с.: ил.